# Олдмен
О́лдмен (англ. Oldman River) — река в Канаде, которая при слиянии с рекой Боу образует реку Саут-Саскачеван. Длина реки составляет 363 км. Бассейн охватывает территорию в 26 700 км². Средний расход воды — 95 м³/с.
В нижнем течении реки построена плотина. Через реку в 1909 году перекинут виадук Летбридж.

## Гидрография
Река берёт начало на территории канадской провинции Альберта, в Скалистых горах на высоте приблизительно 2100 м из нескольких источников. Протекает с запада на восток через Летбридж, мимо муниципального парка в городе Табер. Затем в 70 км к западу от Медисин-Хат соединяется с рекой Боу, образуя реку Южный Саскачеван. Река, расположенная в 402 км от истока реки Кроуснест (главного источника), была важным маршрутом транспортировки угля в XIX веке.
Годовой цикл стока в реке приходится на раннюю весну, когда на равнинах и предгорьях в середине июня начинает таять снег, накопившийся в горах за предыдущую зиму. Пик стока приходится на начало июля, затем он постепенно снижается до конца лета, временами изменяясь за счёт таяния ледников и выпадения осадков.
Повышение расхода воды на орошение южной Альберты привело к строительству водохранилищ, плотин и обширной сети каналов, которые связаны с крупнейшими притоками реки Южный Саскачеван — Олдмен и Боу. В настоящее время ирригационная система обслуживает 240 000 гектаров. Согласно гидрометрическим измерениям, сток в реке уменьшился приблизительно на 34 % в период с 1913 по 2003 год. По прогнозам гидрологов, водозабор должен увеличится в следующие 20 лет.
Климат
Среднее количество осадков в бассейне реки Олдмен варьируется от 523 мм/год, в предгорьях Скалистых гор и в прериях на востоке — до 321 мм/год. Средняя максимальная дневная температура зимой составляет 1 °C, летом — 25 °C. Наводнения в регионе редки, значительно чаще случаются засухи.

## Этимология
Река названа в честь создателя Земли — великого духа и покровителя индейцев Напи (англ. Napi) в мифологии индейцев из конфедерации черноногих. Автор исследования традиционных этических представлений в религиозной мифологии индейцев Джей Хэнсфорд К. Вест (англ. Jay Hansford C. Vest) отмечает, что река и окружающий её ландшафт были исконными землями и священным центром коренного народа пикани, который подходил к природе с позиции «космотеистической интерпретации», поэтому река в священной географии индейцев и «индейской экологической религии» имеет особое значение: в соответствии с верованиями и религиозными мифами пикани река Олдмен олицетворяет «сверхъестественные силы», является источником и поддерживающей основой всей жизни, бытия и носит имя Создателя, Творца — Старик (Старый Человек, Старец). Одно из имён Напи — Старик (Олдмен; англ. Old Man) стало названием реки.

## История освоения
Бассейн реки Олдмен является традиционной территорией народа пикани (англ. Piikani Nation of the Blackfoot). В верховьях реки находится священное место, где индейцы собираются для проведения культовых обрядов, танцев и игр. Святилище также, как и река, носит имя духа Напи (Олдмен). К северу от реки и к западу от форта Маклауд находятся пастбища бизонов — критически важный экономический ресурс для существования народа пикани.
Первым известным европейским исследователем, достигшим реки Олдмен зимой 1792—1793 годов, был Питер Фидлер, принимавший участие в качестве геодезиста и картографа в исследовательской экспедиции Гудсонбайской компании. В 1791-92 Фидлер зимовал с группой аборигенов, изучая их язык и разделяя их образ жизни. Он провёл почти пять месяцев с индейцами пикани, двигаясь вместе с ними вдоль хребтов Скалистых гор. Вскоре после того, как экспедиция исследовала регион, компания отправила торговцев мехом, чтобы они начали торговлю с индейцами. В 1831 году был заключён договор с Американской пушной компанией, которая построила Форт-Пиеган (позднее переименован в Форт-Маккензи). Позже два торговца из Монтаны, Альберт Б. Гамильтон (англ. Albert B. Hamilton) и Джон Дж. Хили (англ. John J. Healy) основали на реке форт Гамильтон в 1869 году, ставший известным как «форт виски». Их бизнес конкурировал с компанией HBC. Продажа виски и огнестрельного оружия в форте Гамильтон привела к беспорядкам в этом районе, форт был переименован в Вуп-Ап, как один из самых опасных и беззаконных фортов. В 1873 году для обеспечения и поддержки правопорядка в западной Канаде была сформирована Северо-Западная конная полиция. После этого европейцы начали селиться на фермах, ранчо и забирать воду из реки для орошения. Индейцы пикани в настоящее время живут на реке в резервации, имеющего статус индейского заповедника (Пикани 147).

## Флора и фауна
Река относится к экорегиону Южный Саскачеван, который начинается в месте слияния рек Боу и Олдман в Альберте и ограничен реками Северного и Южного Саскачевана, а также их стоками, текущими от Канадских Скалистых гор на западе до прерий на востоке. Река течёт меж скал, травянистых холмов и зарослей сосен и кустарников. В верхнем бассейне произрастают высокогорные пихты, ель Энгельмана и сосны. На освоенных территориях растут тополя и вечнозелёные деревья. Растительность в предгорьях и низинах представлена осинами и разнообразными кустарниками, из трав растут пырей, овсяница и другие.
В предгорьях среднего бассейна когда-то бродили стада бизонов. В настоящее время там водятся белохвостые и чернохвостые олени, чёрные медведи, гризли, лоси, росомахи, горные козлы, антилопы, койоты, кролики. На территориях фермерских хозяйств и ранчо пасутся лошади и крупный рогатый скот. На реке живут бобры и ондатры. Из птиц представлены рогатые жаворонки, острохвостые тетерева, ястребы, фазаны и беркуты, на самой реке — водоплавающие птицы.
В холодной воде верхнего Олдмена водятся горные сиги, форель и бычки, в тёплом нижнем течении — судак, северная щука, золотоглазая сельдь (англ. Goldeye) и жёлтый окунь. Насекомые, пригодные для рыбалки — стрекозы, ручейники, кузнечики, мотыльки и веснянки находятся на реке в изобилии.

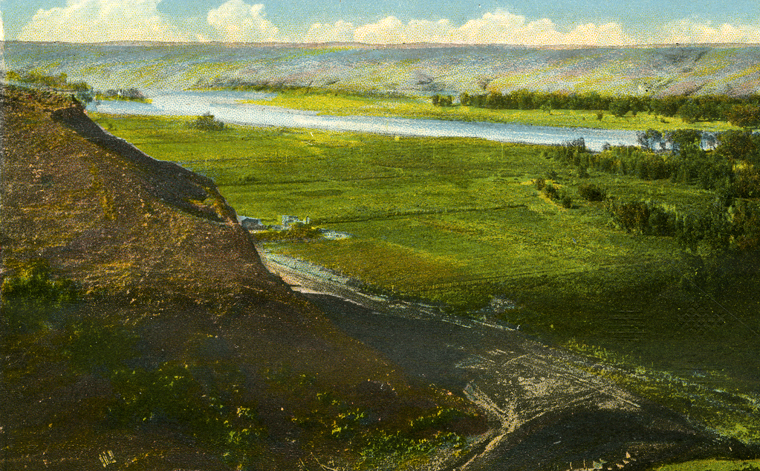
Летбридж, 1912-1916 гг.
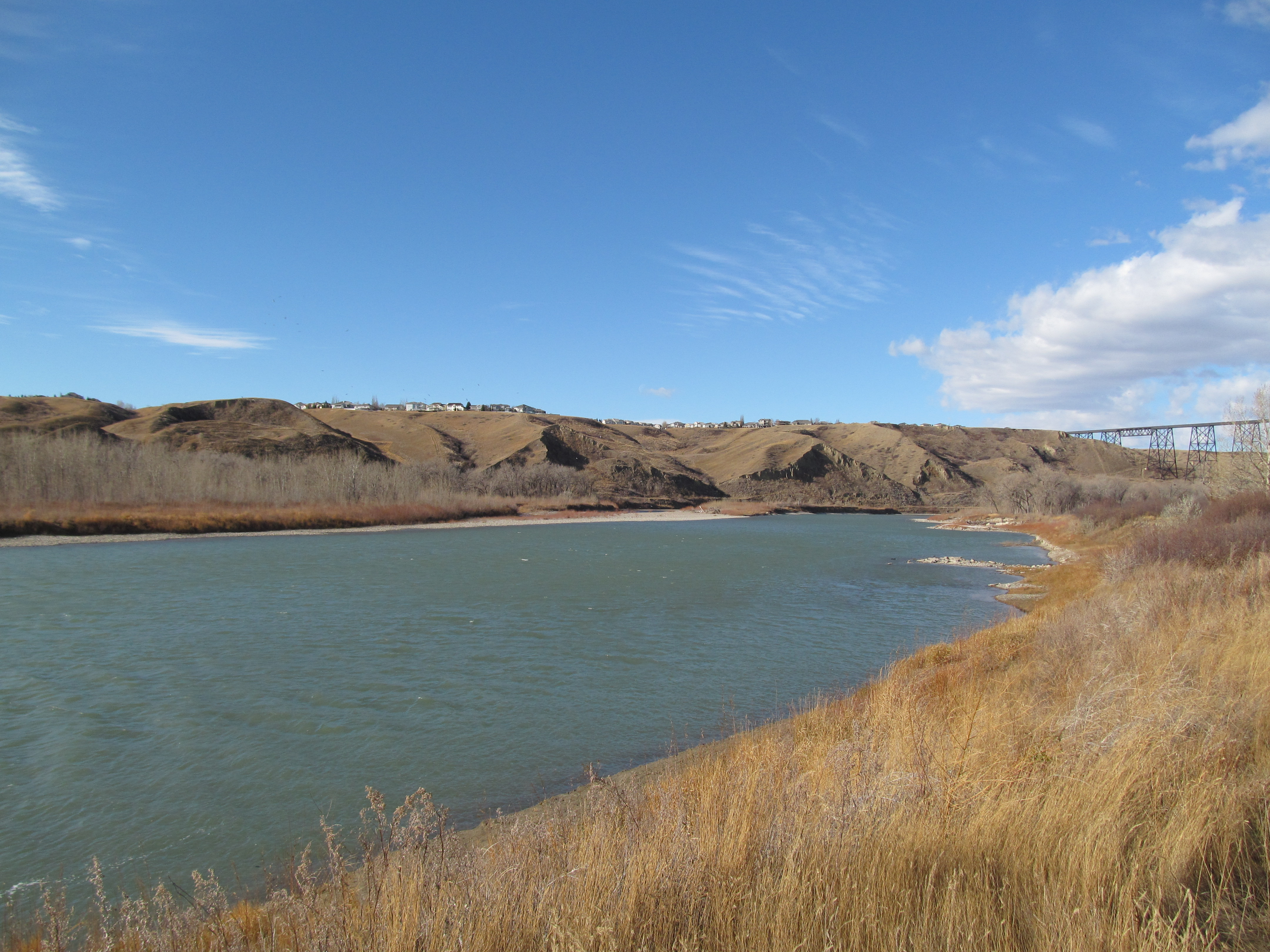
Река Олдмен - октябрь 2012 г.
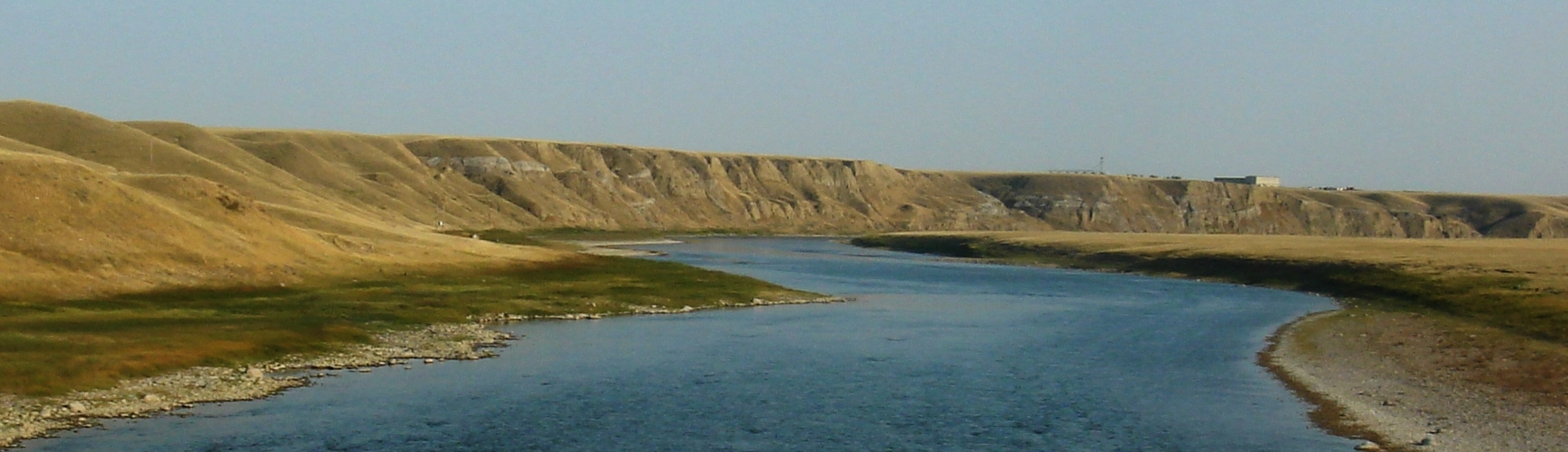
Река Олдмен — Альберта.
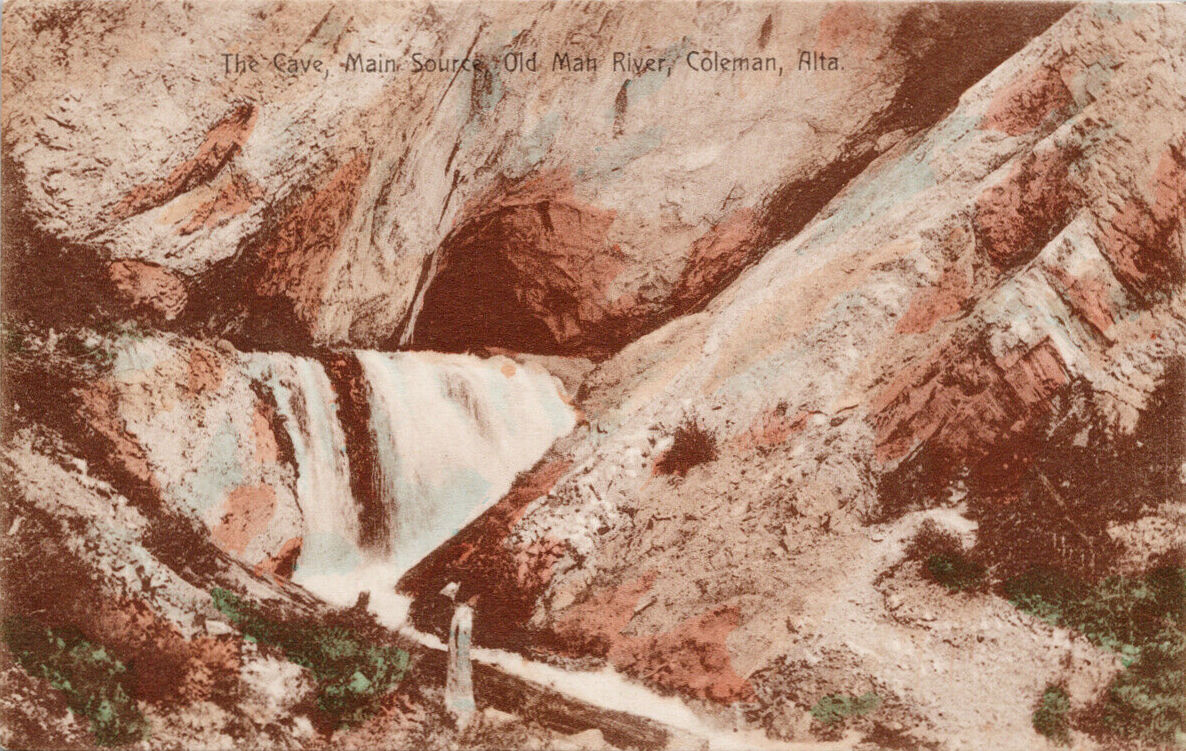
Грот на реке Олдмен, Альберта. Открытка 1911 года.

## Проблемы окружающей среды
Река протекает через засушливый сельскохозяйственный регион на юго-западе Альберты. Потребление воды довольно значительное, так как для снабжения региона водой почти 1,8 миллиона человек используют воду из реки Олдмен, также её используют для полива и выращивания скота фермеры.
В регионе находятся многочисленные фермы и ранчо, требующие достаточного количества воды в течение вегетационного периода (с мая по август). В Скалистых горах формируется до 90 % водотока; однако количество воды, движущейся вдоль русла реки, меняется от года к году и от сезона к сезону. В регионе случаются засухи, поэтому на реке построены плотины и водохранилища. Река также используется для выработки электроэнергии и проведения досуга — на реке имеются кемпинги, пляжи, места для рыбалки и катания на лодках.
Потребление воды населением бассейна реки Олдмен высокое: до 70 % среднего стока реки используется окружающими общинами для питья и сельскохозяйственных нужд. Водоразбор осуществляется через систему плотин, водохранилищ и оросительных систем. Канал ниже плотины отводит воду в близлежащие водоёмы для местных хозяйств. Большая ирригационная инфраструктура существует на нескольких притоках реки. Вода также забирается для промышленных нужд и муниципалитетов, включая Форт Маклауд и Летбридж.
В сочетании с уменьшением снежного покрова и более ранним таянием снега создаётся нагрузка на речную систему, повышается температура воды, что отрицательно воздействует на холодноводных рыб, в основном, на форель и сига (лат. Salvelinus confluentus), так как температура воды имеет решающее значение для здоровья и благополучия рыбы и может оказывать большое влияние на снижение численности популяции.
Множество рыб ежегодно погибает в оросительных каналах. Попадая в каналы, рыба не может вернуться в реки без вмешательства человека. Когда осенью каналы осушают, организации экологов (англ. Trout Unlimited Canada) мобилизуют сотни добровольцев, чтобы они помогли поймать как можно больше рыбы и вернуть её в реки для продолжения жизненного цикла. Кампания «Спасение рыб» проводится около 10 дней в октябре на шести каналах между Калгари и границей США.
Несмотря на то, что экологические группы и коренные индейцы решительно выступали против строительства плотины, в 1991 году на реке выше по течению, возле города Пинчер-Крик была построена плотина для того, чтобы улучшить снабжение населения питьевой водой и расширить существующую ирригационную систему, обслуживающую фермеров. В июне 2013 года проливные дожди и таяние снегов на юге Альберты вызвали разрушительное наводнение на реках Боу и Олдмен. Несколько общин, в том числе Летбридж, объявили чрезвычайное положение. Наводнение привело к ухудшению качества воды, в том числе, к увеличению количества фекальных бактерий. Качество воды, хорошее в верховьях реки, ухудшается ниже по течению. На качество воды влияют сельскохозяйственные, муниципальные и промышленные стоки, которые пополняют реку бактериальными загрязнителями, отходами в виде удобрений и пестицидов. Проблему усугубляет снижение качества воды в окружающих источниках. Исследования, проводимые в период с 1966 по 2005 показали улучшение качества речной воды, что, вероятно, может быть связано как с регулированием стока воды плотиной, так и с усовершенствованными процессами очистки сточных вод.
В течение как минимум двух десятилетий учёные отмечают снижение природных ресурсов и экологического состояния рек в суббассейнах рек южной Альберты — Боу, Олдмана и Южного Саскачевана. На основные плотины и водозаборы, расположенные ниже по течению, оказывает воздействие рост населения и интенсификация землепользования, значительное сокращение стока и изменение режима стока в реках. На реках Пис и Олдмен водохранилища и крупномасштабные водозаборы радикально изменили структуру годового стока — в настоящее время летний сток на 40-60 % ниже исторических значений.
После строительства плотины в плоской полузасушливой прерии на востоке Скалистых гор, часть воды была выделена населению, в соответствии с распоряжением министра окружающей среды и парков о распределении воды в бассейне реки Олдман — 13,6 млрд литров для 18,5 млн человек в год. Около 14 % выделялись на другие цели (нужды города, места для отдыха) и чуть более одного процента — для промышленности, в частности, для угледобывающих шахт. Весной 2020 года правительство Альберты заявило о намерении изменить политику разведки и добычи угля открытым способом (англ. Development Policy, CDP), промашленники смогут получать воду из реки в соответствии с новой политикой. Предполагается, что угольные разработки будут размещены в южной части Альберты, в пределах водораздела реки Олдмен, чтобы использовать воду из верхних притоков, которые ранее не были затронуты промышленностью. Согласно предложенным изменениям, 80 % воды будет доступно для любого использования, включая промышленность, преимущественно, угольные шахты.
Профессор Найджел Бэнкс (англ. Nigel Bankes), заведующий кафедрой права природных ресурсов юридического факультета Университета Калгари считает, что угольные шахты рискуют подвергнуть орошаемые фермы в южной части Альберты воздействию таких загрязнителей, как селен. Исследования верховий рек Касл, Кроуснест и Олдмен и их притоков в плане предварительной оценки и способности выдержать увеличение водоразбора, не проводились. Селен, образующийся при добыче угля, может оказывать негативное влияние на рыбу, от незначительного воздействия на рост популяции до серьёзных деформаций и полного нарушения воспроизводства.
Решение правительства угрожает разрушить ландшафт, который важен не только для коренных народов и населения Альберты, он также служит критически важной средой обитания гризли, карибу и обитающей в Олдмене и других реках популяции форели (лат. Oncorhynchus clarki lewisi) — вида, находящегося под угрозой исчезновения. Несколько владельцев ранчо и коренных народов, выступающих против этого шага, подали судебный иск о пересмотре решения, касающегося угольной политики.
Регулярные измерения на станциях, следящих за качеством воды на реке Олдман и гидротехнических сооружениях показали, что высокий уровень воды в реке может разбавлять загрязнители, поступающие с берегов рек, тогда как низкий уровень приводит к повышенной концентрации растворённых и твёрдых загрязнителей. Исследования, проводимые в верховьях рек Альберты, в том числе, и на реке Олдман, как в городах, так и в сельской местности, показали высокий уровень беспокойства местных жителей по поводу загрязнений в реках и других источниках. Более 70 % респондентов телефонного опроса сказали, что они «очень обеспокоены» ухудшением качества воды в колодцах, источниках и водоносных горизонтах в результате химического или бактериального заражения.
В сентябре 2019 года в реку через систему ливневой канализации Летбриджа попало от 3500 до 4500 литров нефти. Источник разлива не был подтверждён, сообщений относительно диких животных, которые могли пострадать в результате утечки или процесса очистки, не поступало.